# حزب مردم (اسپانیا)
حزب مردم حزب لیبرال و محافظه‌کار در اسپانیا است که از بزرگ‌ترین احزاب این کشور به‌شمار می‌آید. این حزب عضو اتحادیه دموکرات بین‌المللی و انترناسیونال دموکرات مسیحی است و موفق شد حزب ناسیونالیست باسک را از انترناسیونال دموکرات مسیحی بیرون کند.
این حزب از ۱۹۹۶ تا ۲۰۰۴ دولت اسپانیا را تشکیل می‌داد و نخست‌وزیر خوزه ماریا آزنار از این حزب بود. در اوت ۲۰۰۳ ماریانو راخوی به عنوان جانشین آزنار و نامزد این حزب برای نخست‌وزیری در انتخابات عمومی ۲۰۰۴ انتخاب شد.
تا سال ۲۰۱۱ حزب مردم بزرگ‌ترین حزب اقلیت در کنگرهٔ نمایندگان بود که ۱۵۳ کرسی از ۳۵۰ کرسی را در اختیار داشت و در مجلس سنا ۱۰۱ کرسی از ۲۰۸ کرسی را در اختیار داشت. اما از آن پس تا کنون با در دست داشتن ۱۸۵ کرسی در کنگرهٔ نمایندگان تبدیل به حزب اکثریت شده‌است. در پارلمان اروپا این حزب عضو حزب مردم اروپا است و ۱۶ نفر عضو در این پارلمان دارد.